# Iader Fabbri
Iader Fabbri (Faenza, 22 dicembre 1978) è un biologo, divulgatore scientifico e saggista italiano.

## Biografia
È stato ciclista dilettante nella compagnia Atleti Azzurri d’Italia nel 1997-1998, in seguito si è laureato in Scienze e tecnologie del farmaco, specializzandosi in Scienze della Nutrizione Umana. Dal 2014 al 2017 è stato consulente nutrizionista di tutte le Nazionali di ciclismo su strada, in particolare la Nazionale élite guidata all’epoca dal commissario tecnico Davide Cassani. Nella stagione calcistica di Serie A 2019-2020 è stato il nutrizionista della SS Lazio e segue numerosi atleti di livello nazionale e internazionale.
Iader Fabbri è attivo nella divulgazione e diffonde numerosi video di consapevolezza alimentare, nutrizione e benessere attraverso il suo canale YouTube. Ha scritto e collaborato con diverse testate sportive, tra cui La Gazzetta dello Sport, Spirito Trail, InBici, Muscle & Fitness, Performance, Il Calcio Illustrato, StarBene
In diverse edizioni del Giro d’Italia ha curato e condotto per Rai Sport una striscia quotidiana.
Nel 2023 è ideatore e presentatore del podcast e vodcast A tavola con Iader prodotto da Dopcast. Nelle sei puntate della prima stagione discute di alcuni dei topic più diffusi sul benessere psicofisico con ospiti come Paolo Kessisoglu, Giuseppe Cruciani e Matteo Marzotto. Sempre nel 2023 partecipa alla sesta edizione del programma tv Artisti del panettone in onda su Sky Uno, dispensando in ogni puntata consigli sulla nutrizione durante il periodo delle feste.
Nel 2018 pubblica il suo primo libro, il bestseller L’Indice di equilibrio.L’Indice di equilibrio. Come, cosa e quando mangi è più importante di quanto mangi dove illustra consigli e strategie per pilotare la glicemia, gli ormoni e il metabolismo per vivere performanti e in salute.. Nel suo secondo libro Ricette in equilibrio. Strategie alimentari del nutrizionista per negati in cucina affronta il tema della preparazione di piatti nutrizionalmente bilanciati anche per coloro che non hanno dimestichezza ai fornelli, insieme a consigli sull'alimentazione.. Nel 2022 pubblica Ricette vegane e vegetariane anche per onnivori. +50 piatti in equilibrio per negati in cucina, libro dedicato a piatti vegetariani e vegani pensati anche per onnivori, sempre nel rispetto dei principi descritti nell’Indice di equilibrio.. Nel 2024 pubblica Benessere, longevità e salute. Come cambiare la tua vita con semplici strategie di Brain & Body Hacking; in questa pubblicazione, partendo da un'accurata analisi della società moderna tra dati statistici e studi, ricava una serie di strategie e trucchi per affrontare il mondo moderno dell'alimentazione e non solo.

## Opere
- L’Indice di equilibrio. Come, cosa e quando mangi è più importante di quanto mangi, Milano, Mondadori Electa, 2018, ISBN 8855446800
- Ricette in equilibrio. Strategie alimentari del nutrizionista per negati in cucina, Milano, Mondadori Electa, 2021, ISBN 8855447041
- Ricette vegane e vegetariane anche per onnivori. +50 piatti in equilibrio per negati in cucina, Milano, Mondadori Electa, 2022, ISBN 8891833878
- Benessere, longevità e salute. Come cambiare la tua vita con semplici strategie di Brain & Body Hacking, Milano, Cairo Editore, 2024, ISBN 8830903485

## Critica
- La dieta del ciclista: strategie alimentari prima, durante e dopo la pedalata, su vanityfair.it.
- Iader Fabbri: "Dimenticate bilancia e calorie. Quello che vi hanno detto delle diete è tutto sbagliato", su huffingtonpost.it.
- “L’indice di equilibrio” di Iader Fabbri: per rimanere in forma tutta la vita, su amica.it.
- Libri da leggere: diete, regimi veg & attività fisica, su iodonna.it.
- Iader Fabbri e la dieta del figlio di Ronaldo: "cibo spazzatura? Nessun problema, ecco perchè, su corriere.it.